# Канандейгуаский договор
Канандейгуаский договор, также известный как Договор Пикеринга, или договор ситца — договор, подписанный после Войны за Независимость США между Большим Советом Шести Наций и президентом Джорджем Вашингтоном, представлявшим Соединённые Штаты Америки.
Он был подписан в Канандейгуа, штат Нью-Йорк, 11 ноября 1794 года пятьюдесятью сахемами и военными вождями, представлявшими Большой Совет шести наций Конфедерации ирокезов (включая племена Кайюга, Мохоки, Онайда, Онондага, Сенека и Тускарора), а также Тимоти Пикерингом, официальным агентом президента Джорджа Вашингтона.

## Предыстория договора
Канандейгуаский договор возник из-за геополитической напряженности. После поражения в Войне за независимость США Англия была вынуждена уступить свои земли к востоку от реки Миссисипи Соединённым Штатам. Однако первоначальные права Англии на эту территорию были неясны, что вызвало недовольство среди Конфедерации ирокезов, которой эта земля первоначально принадлежала. Кроме того, некоторые коренные народы на западной границе Соединённых Штатов оставались лояльными к англичанам после Войны за независимость США и враждебно относились к Соединённым Штатам. Соединённые Штаты столкнулись с недовольством со стороны ирокезов из-за того, что они приняли земли в долине Огайо от Англии, и столкнулись с угрозой новой войны на своей западной границе.
Чтобы избежать войны, правительство Соединённых Штатов стремилось установить прочную границу на своей западной границе. Она также признала, что мир с ирокезы имеют решающее значение в этот момент на случай новой войны.
Соединённые Штаты пытались заключить мир с Конфедерацией ирокезов с помощью ряда конференций и договоров: договоров форта Стенвикс и Форта Хармар. Однако оба договора были признаны правительством Соединённых Штатов недействительными, поскольку они усилили напряженность в отношениях между Соединёнными Штатами и ирокезами.
Военный министр Соединённых Штатов Генри Нокс начал военную операцию на западной границе в сентябре 1790 года и назначил комиссаром Тимоти Пикеринга для рассмотрения жалоб ирокезов на правительство Соединённых Штатов. Пикеринг решил следовать «стратегии примирения и компромисса», начав с конференции с народом Сенека, чтобы предложить подарки и мир после неудачных договоров Форт-Хармара и Форт-Стэнвикса. Затем последовала серия конференций, где Пикеринг завел диалог между Конфедерацией трокезов и Соединёнными Штатами относительно того, что станет с землей, которую потеряла Англия. В октябре 1791 года военные усилия Нокса на западной границе потерпели неудачу, и он предложил привлечь Конфедерацию для борьбы от имени Соединённых Штатов. На Конфедерацию ирокезов и Пикеринга просьба Нокса не произвела никакого впечатления, и они отказались участвовать в войне. В 1793 году военная операция на западной границе переросла в войну, обострив ситуацию в долине Огайо.
Насилие и геополитическая напряженность на западной границе Соединённых Штатов привели к началу серии конференций, которые в конечном итоге привели к заключению Канандейгуаского договора. В июне 1794 года Конфедерация предложила провести конференцию в Буффало-крик, на которой ирокезы отклонили договоры Форт Хармар и Форт Стенвикс, в результате чего Соединённые Штаты уступили земли народу Сенека. Опасаясь, что Конфедерация ирокезов присоединится к оппозиции на западной границе, Соединённые Штаты провели первую конференцию в Канандейгуа в сентябре 1794 года.
Официальная конференция по Канандейгуаскому договору началась 18 октября 1794 года, на ней присутствовало «более 1500» членов Конфедерации ирокезов. Дискуссии поначалу были напряженными из-за расхождений культурных представлений о договорах. По словам ученого Грэнвилла Гантера "в отличие от своих англоязычных коллег, ирокезы считали, что договорные соглашения требуют постоянного обновления и поддержания. Они использовали такой термин, как «осветление цепи дружбы». Лидер Сенеки Красный Мундир сыграл важную роль в том, чтобы помочь Пикерингу преодолеть некоторые из этих идеологических разногласий на протяжении всей дискуссии. Он «напомнил Пикерингу, что установление мира требует заявлений, которые означают одно — мир, а смешение в языке обвинений или критики просто нарушает процесс».
Ещё одним идеологическим различием между Соединёнными Штатами и Конфедерацией ирокезов во время обсуждения договора о Канандейгуа была роль женщин. Ни одна из женщин-поселенцев Соединённых Штатов не была включена в этот диалог; однако женщины-Ходеносауни, учитывая их значительную роль в управлении племенами, были включены в него. Историк Джоан М. Дженсен сообщает, что женщины Сенеки «выступали во время переговоров по договору 1794 года с правительством Соединённых Штатов». Джоан М. Дженсен
Конференция началась 11 ноября 1794 года, когда «пятьдесят девять военных вождей и сахемов подписали договор, положивший конец назначению Пикеринга», а текст договора Канандейгуа, который состоял из семи статей, был представлен Сенату 2 января 1795 года под названием: «Шесть Наций, а также племена Онайда, Тускарора и Стокбридж».

## Условия договора

Территория государства Сенека в 1794 году

Этот договор установил мир и дружбу между Соединёнными Штатами Америки и шестью нациями, а также подтвердил права Ходеносауни на землю в штате Нью-Йорк и границы, установленные покупкой Фелпса и Горэма в 1788 году.
Статья первая договора обещает «вечный мир и дружбу» между Америкой и Конфедерацией Ходеносауни. Статья вторая признает земли, принадлежащие Онайде, и дает им законное право продавать землю, если они того пожелают, а статья третья юридически определяет параметры территорий Сенеки. Статья четвёртая гласит, что Америка не должна «претендовать или нарушать» какие-либо земли, принадлежащие Конфедерации Ходеносауни. Статья пятая юридически признает, что дорога от форта Шлоссер до озера Эри, так далеко на юг, как Буффало-крик принадлежит народу Сенека. Статья шестая обещает Конфедерации Хауденосауни из Америки по 4500 долларов в год. Статья седьмая гласит, что если вечный мир и дружба между Конфедерацией Хауденосауни и Америкой будут каким-либо образом нарушены, то конфликт будет разрешён мирным путем третьей стороной.

## Наследие
Кроме того, квакеры были вовлечены в последствия этого договора. Пикеринг назначил квакеров обучать ирокезов «сельскому хозяйству европейского типа». В «обзоре друзей», квакерской публикации, вспоминается, что «плуги, топоры и мотыги» щедро поставлялись в Конфедерацию Ходеносауни. Договор имел прочное наследие в утверждении суверенитета Конфедерации Ходеносауна; историк Роберт У. Венаблз утверждает, что «с 1794 года и по сей день этот договор был юридическим краеугольным камнем отношений между Соединёнными Штатами и шестью нациями Конфедерации ирокезов. Договор находится в центре любого из шести национальных земельных притязаний и их прав на управление своими собственными оговорками». Суверенитет и автономия, закрепленные в договоре, были также подтверждены в государственных документах лондонского обозрения 1796 года, где говорилось, что любой человек может «свободно проходить и пересечь» территорию, о которой говорится в договоре, признавая при этом дружбу, установленную самим договором.
Этот договор до сих пор активно признается Соединёнными Штатами и народами Конфедерации ирокезов. Однако в 1960 году 10 000 акров (4000 га) резервации Аллегейни были юридически осуждены выдающимся доменом во время строительства плотины Кинзуа, что привело к переселению 600 жителей народа Сенека.
Шесть стран в Нью-Йорке все ещё получали ситцевую ткань в качестве оплаты по договору, в то время как нация Онейда в Висконсине все ещё получала ежегодный чек на сумму 1800 долларов, даже в 1941 году, почти через 150 лет после вступления договора в силу.

### Подписавшие соглашение стороны
Договор был подписан пятьюдесятью Сахемами и военными вождями.
Известные подписанты включают в себя:
- Ки-но-уа-ко (плантатор кукурузы)[15]
- Ко-ни-ат-о-ти-у (Красивое Озеро (Handsome Lake))[15]
- Си-ги-он-ги (Маленькая Бородка)
- Су-гу-я-ва-ту (Красный Мундир)[15]
- Хонаваю (Брат фермера)
- Тимоти Пикеринг